# SkyShowtime
SkyShowtime és un servei europeu de vídeo sota demanda en streaming, de propietat conjunta entre Comcast i Paramount Global. El servei es va llançar el 20 de setembre del 2022. Els seus continguts són produccions d'Universal, DreamWorks, Sky, Nickelodeon, Showtime i Paramount Pictures, comptant també amb el contingut de streamings, concretament Peacock i Paramount+. El servei es troba disponible a Espanya des del 28 de febrer de 2023.

## Història
Aquest servei està dissenyat per al mercat europeu, oferint una combinació de continguts globals i locals. La seva oferta inclou produccions de marques icòniques com Universal Pictures, Paramount Pictures, Nickelodeon, Showtime, Sky Studios i Peacock, així com sèries i pel·lícules originals sota el segell SkyShowtime Originals.
El projecte va començar a gestar-se el 2021, quan les dues empreses fundadores van anunciar la seva unió per competir en un mercat cada cop més saturat, liderat per plataformes com Netflix, Disney+ o HBO Max. La seva proposta es basa en oferir una experiència diversa, combinant grans produccions de Hollywood amb continguts locals per captar l’atenció d’audiències europees en més de 20 països, incloent-hi Espanya, Portugal, Polònia, Noruega i Suècia.
A més del servei de streaming, SkyShowtime també té dos canals de televisió lineals en algunes de les regions on el servei està disponible. Aquests estaven disponibles inicialment als països nòrdics, heretats de Paramount+, abans de ser ampliats a Espanya el 15 de gener de 2024, tot i que només un dels canals va estar disponible i és exclusiu de l'operador de televisió espanyol Movistar Plus+, a Romania el 25 d'abril. 2024 exclusiu a Digi, i a Polònia el 22 d'agost de 2024 exclusiu a Play. El 16 de febrer de 2024, es va anunciar que SkyShowtime augmentaria els preus el 23 d'abril a tots els seus territoris excepte a Polònia, mentre que el mateix dia es llançaria un nivell d'anuncis, amb el seu preu reduït o conservat en comparació amb l'original valor del servei, depenent de la regió.

## Opcions
SkyShowtime consta amb una gran quantitat de contingut i diverses opcions.
Una de les opcions que dona és instal·lar-se l'aplicació ja que està disponible per a telèfons mòbils. En aquests es pot descarregar i veure el contingut sense connexió. També es poden fer transmissions simultànies, això vol dir que es pot utilitzar un mateix compte a diferents dispositius. Depén de quina subscripció es tingui (estàndard o prèmium) hi haurà la possibilitat de tenir més o menys transmissions i si es comença a veure una pel·lícula o sèrie i no s'acaba es podrà continuar en un altre moment. A més, es pot veure el contingut mentre s'estan utilitzant altres aplicacions al mateix dispoditiu. En aquest cas es minimitzarà la imatge de la pel·lícula o sèrie per poder utilitzar les altres aplicacions.
En aquesta plataforma estan disponibles els subtítuls i el doblatge, principalment en anglès, encara que consten amb altres idiomes. El contingut és pot veure en alta definició, amb la subscripció prèmium arriba fins al 4k en ultra alta definició. El so  que ofereix és el Dolby 5.1, un so envoltant estàndard. També dona l'opció de configurar una classificació per edats o posar un codi per a que els menors només puguin veure contingut apropiat per a la seva edat.
Com moltes altres plataformes, com Netflix o Amazon Prime Video, consta amb reproducció automàtica del següent episodi en el cas que s'estigui veient una sèrie. Aquesta es pot activar o desactivar segons convingui. També es pot crear una llista amb el contingut preferit per trobar-ho més fàcilment. Per acabar, dona l'opció de fer una cerca per gènere franquicia, repartiment i idioma.